# 達里奧·努涅斯
達里奧·保利諾·努涅斯（西班牙語：Dario Paulino Nunez，1965年12月29日—）為多明尼加棒球選手，曾效力於中華職棒兄弟象，守備位置為游擊手，在中華職棒登錄名為「努那」。

## 經歷
- 美國職棒加州天使（小聯盟，1984年～1988年）
- 中華職棒兄弟象（1990年）

## 職棒生涯成績
| 年度 | 球隊   | 出賽 | 打數 | 安打 | 全壘打 | 打點 | 盜壘 | 三振 | 四死 | 壘打數 | 打擊率 | 上壘率 | 長打率 | OPS   |
| ---- | ------ | ---- | ---- | ---- | ------ | ---- | ---- | ---- | ---- | ------ | ------ | ------ | ------ | ----- |
| 1990 | 兄弟象 | 75   | 268  | 64   | 1      | 25   | 6    | 33   | 7    | 81     | 0.239  | 0.269  | 0.302  | 0.571 |
| 合計 | 1年    | 75   | 268  | 64   | 1      | 25   | 6    | 33   | 7    | 81     | 0.239  | 0.269  | 0.302  | 0.571 |

## 特殊事蹟
- 1990年3月17日，對戰統一獅，於二局下締造中華職棒第一次盜壘成功紀錄。
- 1990年3月17日，對戰統一獅，在2局下1出局一三壘有人時擊出三壘方向滾地球，送回三壘跑者李居明，為兄弟象貢獻隊史第一分的打點。

## 外部連結
- 達里奧·努涅斯在台灣棒球維基館上的頁面（繁體中文）
- 達里奧·努涅斯在中華職棒
- 達里奧·努涅斯在Baseball-Reference.com（小聯盟以及海外聯盟）（英语）
- 達里奧·努涅斯在The Baseball Cube（英语）